# شون أوهانلون
شون أوهانلون (بالإنجليزية: Sean O'Hanlon)‏ (2 يناير 1983 بليفربول في المملكة المتحدة - ) هو لاعب كرة قدم بريطاني في مركز قلب الدفاع. شارك مع منتخب إنجلترا تحت 20 سنة لكرة القدم. أما مع النوادي، فقد لعب مع ستوكبورت كونتي وسويندون تاون وميلتون كينز دونز ونادي إيفرتون ونادي كارلايل يونايتد ونادي هيبرنيان.

## وصلات خارجية
- شون أوهانلون على موقع قاعدة بيانات كرة القدم.إي يو (الإنجليزية)
- شون أوهانلون على موقع Soccerbase.com (لاعب) (الإنجليزية)